# Tipula (Acutipula) leonensis
Tipula (Acutipula) leonensis is een tweevleugelige uit de familie langpootmuggen (Tipulidae). De soort komt voor in het Afrotropisch gebied.